# Stora Tränningen
Stora Tränningen är en sjö i Vårgårda kommun i Västergötland och ingår i Göta älvs huvudavrinningsområde. Sjön är 5 meter djup, har en yta på 0,716 kvadratkilometer och befinner sig 222,1 meter över havet. Sjön avvattnas av vattendraget Torvån. Vid provfiske har abborre, gädda och mört fångats i sjön. Mörten är inplanterad, känslig för surt vatten är dess årskullar en viktig faktor när kalkningarna beäknas, det omfattar alla öppna vatten i avrinningsområdet. tillrinnande bäckar har fått botten av kalksten. Stora och Lilla Tränningen är förenade med en grävd kanal, det bestämmer vattenytornas höjd inbördes, men bräddavloppet i Lilla Tränningen bestämmer för båda sjöarna.

## Delavrinningsområde
Stora Tränningen ingår i det delavrinningsområde (641780-132408) som SMHI kallar för Mynnar i Säven. Medelhöjden är 217 meter över havet och ytan är 33,49 kvadratkilometer. Det finns inga avrinningsområden uppströms utan avrinningsområdet är högsta punkten. Torvån som avvattnar avrinningsområdet har biflödesordning 3, vilket innebär att vattnet flödar genom totalt 3 vattendrag innan det når havet efter 122 kilometer. Avrinningsområdet består mestadels av skog (71 %) och sankmarker (15 %). Avrinningsområdet har 2,13 kvadratkilometer vattenytor vilket ger det en sjöprocent på 6,4 %.